# Bitwa pod Zamieniem

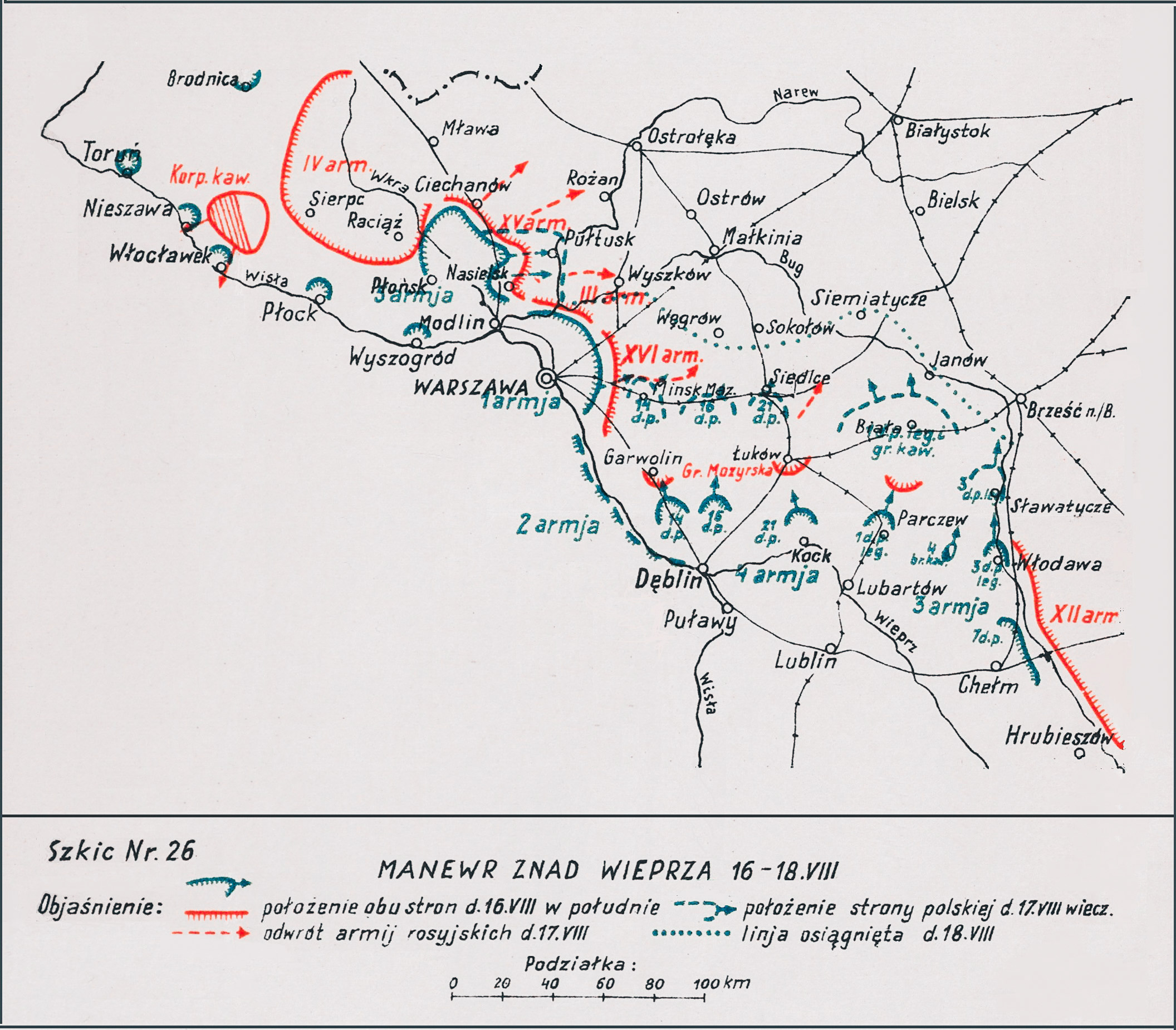
Adam Przybylski,
Wojna Polska 1918–1921

Bitwa pod Zamieniem – walki polskiego 58 pułku piechoty ppłk. Stanisława Wrzalińskiego z oddziałami sowieckiej 16 Armii w czasie pościgu prowadzonego w ramach operacji warszawskiej.

## Sytuacja ogólna
4 lipca 1920 ruszyła II ofensywa sowieckiego Frontu Zachodniego pod hasłem: Na zachodzie ważą się losy wszechświatowej rewolucji – po trupie Polski wiedzie droga do wszechświatowego pożaru... Na Wilno – Mińsk – Warszawę – marsz!. W pierwszej dekadzie lipca przełamany został front polski nad Autą, a wojska Frontu Północno-Wschodniego gen. Stanisława Szeptyckiego cofały się pod naporem ofensywy czerwonoarmistów Michaiła Tuchaczewskiego.
Kolejne próby zatrzymania wojsk sowieckich prących na zachód nie przynosiły spodziewanych rezultatów. Obchodzący ugrupowanie obronne od północy III Korpus Kawalerii Gaja wymuszał dalszy odwrót wojsk polskich. Tempo natarcia wojsk sowieckich, jak na owe czasy, wydawało się oszałamiające i wynosiło ok. 20–30 km na dobę.
Wojsko Polskie traciło kolejno „linię dawnych okopów niemieckich”, linię Niemna i Szczary, czy wreszcie linię Bugu. Wojska polskie cofały się nadal, a kolejną naturalną przeszkodą terenową dogodną do powstrzymania sowieckiej ofensywy była Wisła. W godzinach wieczornych 6 sierpnia Naczelne Dowództwo Wojska Polskiego wydało rozkaz do przegrupowania i reorganizacji wojsk.
16 sierpnia ruszyła kontrofensywa znad Wieprza. Zmieniło to radykalnie losy wojny. Od tego momentu Wojsko Polskie było w permanentnej ofensywie.

## Walki pod Zamieniem
17 sierpnia maszerujący znad Wieprza w kierunku na Kałuszyn 58 pułk piechoty zorganizował odpoczynek nocny w Zamieniu. Rejon ześrodkowania ubezpieczony został placówkami. Spodziewano się uderzeń ze strony wycofujących się spod Warszawy oddziałów 16 Armii Nikołaja Sołłohuba.
Nocą z 17 na 18 sierpnia pułk został zaatakowany przez pododdziały sowieckiej 8., 10. i 17 Dywizji Strzelców uchodzące się w kierunku wschodnim. Przeciwnika zatrzymano, a rano zorganizowano kontratak.

## Bilans walk
Walki pod Zamieniem opóźniły marsz polskiej 14 Wielkopolskiej Dywizji Piechoty, która dopiero po południu ruszyła na Kałuszyn.
W bitwie rozbito części oddziałów 22., 24. 30. Brygad Strzelców i 17 Dywizji Strzelców. Wzięto 1500 jeńców, a wśród nich dowódcę 22 Brygady Strzelców, zdobyto 8 dział, kilkanaście ckm-ów i tabory.